# Tomáš-Baťa-Universität in Zlín

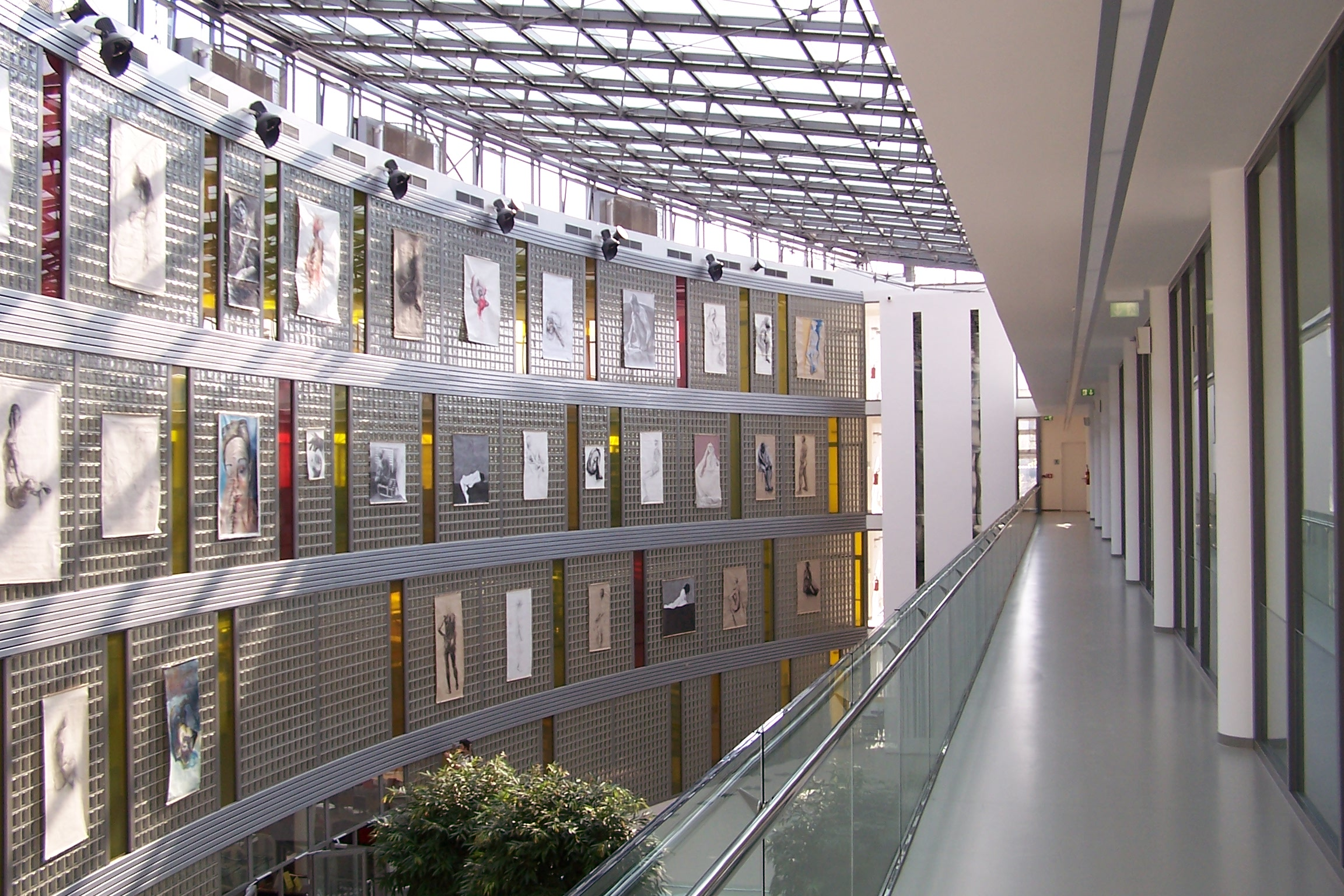
Universitätsbibliothek Zlín im Uni-Center

Die Tomáš-Baťa-Universität in Zlín, tschechisch Univerzita Tomáše Bati ve Zlíně, ist eine tschechische Universität in Zlín. Sie ist nach dem tschechischen Industriellen Tomáš Baťa benannt.
Die Universität entstand im Jahre 2001 aus älteren Hochschuleinrichtungen, insbesondere der Technologischen Fakultät, die 1960 als Fakultät der Slowakischen Technischen Hochschule in Bratislava gegründet wurde. 1963 wurde die Technologische Fakultät der Technischen Universität Brünn angegliedert.

## Fakultäten
- Technologische Fakultät
- Fakultät für Management und Ökonomie
- Fakultät für multimediale Kommunikation
- Fakultät für angewandte Informatik (ab 1. Januar 2006)
- Fakultät für Humanwissenschaften (ab 1. Januar 2007)[3]
- Fakultät für Logistik und Krisenmanagement (ab 2009) in Uherské Hradiště